# Them, Robot
Them, Robot, titulado Ellos, Robot en Hispanoamérica y Ellos, Robots en España, es el decimoséptimo episodio de la vigesimotercera temporada de la serie de animación Los Simpson. Se emitió el 18 de marzo de 2012 en Estados Unidos por FOX.

## Sinopsis
Después de gastar demasiado dinero en una prueba antidopaje en la Central Nuclear, el Sr. Burns se da cuenta de que se está quedando sin dinero. A Smithers se le ocurre una idea para sustituir a los empleados por robots, con lo que el Sr. Burns no tendría que pagar a ninguno. Después de una reunión, despide a todos los empleados, pero Smithers cae en la cuenta de que los robots no pueden realizar todo el trabajo y que la planta necesita por lo menos un humano trabajando. Después de entrar en la oficina del Sr. Burns para expresar su enfado, Homer es elegido para ser el único empleado humano en volver a la central, pero el siguiente día en la central, Homer se siente solo. Incluso Smithers es sustituido por un robot. Mientras tanto, Springfield acaba con el 99% de personas en paro a causa de los robots.
Homer le roba al Sr. Burns el manual de los robots para cambiarles su personalidad y darles emociones humanas, además de que pudieran jugar al béisbol con él y Bart. En el partido, uno de los robots golpea la bola fuera del campo y Homer corre marcha atrás para cogerla, sin darse cuenta de que había un camión detrás de él. Un robot le salva la vida andando por delante del camión. Antes varios robots caminaban por la carretera en dirección contraria a los vehículos. Esa noche, todos los robots destruidos arden en una hoguera en el jardín trasero de la casa de los Simpsons. Más tarde, un robot le quita una lata de cerveza a Homer, exponiendo que su primer objetivo es proteger a los humanos como dicen las Tres Leyes de la Robótica, y la cerveza mata a las neuronas. Enfadado por ello, Homer intenta arreglar los robots, pero después de un fallo técnico, su nuevo objetivo es matarle, por lo que huye de los robots.
Homer va a la mansión del Sr. Burns, esperando que le ayude, pero acaba empeorándolo todo. Suelta a sus perros y uno de los robots aleja a uno de los perros de un golpe con facilidad. Los otros perros retroceden con miedo y el Sr. Burns les insulta, por lo que se enfadan con él y se unen a los robots para perseguirle a él y a Homer, que se esconden en el invernadero de Burns. Cuando piensan que están a salvo, los robots entran y se acercan a ellos, pero entonces, los empleados despedidos llegan, destruyen los robots y salvan a Homer y a Burns. Burns recontrató a todos los empleados como empleados temporales, como había deseado. Finalmente, Homer reconstruye uno de los robots y lo lleva a pescar, pero se enfada por Homer y se autodestruye.

## Producción
Them, Robot fue dirigido por Michael Polcino y escrito por Michael Price. La estrella invitada Brent Spiner dobló la voz de todos los robots. El título del episodio era una referencia a la colección de historias cortas Yo, Robot.

## Audiencia
El episodio se estrenó en los Estados Unidos en la cadena FOX el 18 de marzo de 2012. Obtuvo una audiencia de 5,24 millones de espectadores, con datos demográficos de adultos entre 18 y 49 años de 2,4 y un 7% de cuota de pantalla. Them, Robot fue el segundo programa de FOX más visto de la noche respecto al número de espectadores entre los 18 y 49 años, por encima de Bob's burgers, American Dad! y The Cleveland Show, pero por detrás de Family Guy.

## Críticas
Hayden Childs del A.V. Club dijo que «hay varios chistes buenos en este capítulo, la sátira es demasiado discreta, si no débil para el tema que ocupa, y el capítulo está muy dispuesto a llevar la sátira lejos del argumento» y que «el episodio ofrece suficiente buen humor para mantenerse aflote». Le dio una nota de B.
Teresa L., de TVFanatic, le dio una nota de 3,5 sobre 5.
The TV Critic le dio una nota de 40 sobre 100.